# Урусов, Александр Иванович
Князь Александр Иванович Урусов (2 [14] апреля 1843, Москва — 16 июля 1900, Москва) — русский юрист, адвокат, судебный оратор. Представитель поколения адвокатов-общественников, порождённых судебной реформой Александра II. Известен также как литературный и театральный критик, собиратель автографов деятелей культуры.

## Биография
Происходил из рода Урусовых. Родился 2 (14) апреля 1843 года в семье полковника Ивана Александровича Урусова (1812—1871), одного из восьмерых сыновей князя А. М. Урусова. Отец состоял на службе при генерал-губернаторе А. А. Закревском для особых поручений. Мать, Екатерина Ивановна, принадлежала по рождению к знатному роду Нарышкиных.
Получил хорошее домашнее воспитание. С 1857 года учился в 1-й Московской гимназии, которую в 1861 году успешно окончил, проявив склонность к гуманитарным наукам. Поступил на юридический факультет Московского университета, откуда вскоре был исключён за участие в студенческой демонстрации 12 октября 1861 года. Через год повторно поступил в университет и окончил его в 1866 году, в разгар масштабной судебной реформы.
Сразу после окончания университета был зачислен кандидатом на судебные должности в Московский окружной суд, где 21 сентября в Коломне ему доверили выступить защитником при слушании одного уголовного дела. После участия в этом деле Урусов решил стать присяжным поверенным. В течение 1867 года участвовал в качестве защитника на судебных процессах. Во время одного из судебных заседаний вследствие конфликта с товарищем председателя суда был удалён из зала и подал в отставку.
В феврале 1868 года князь Урусов был зачислен помощником к московскому присяжному поверенному Якову Ивановичу Любимцеву. Он был принят в сословие присяжных поверенных 25 сентября 1871 года при Московской судебной палате. В том же году принял участие в процессе «нечаевцев», где защищал П. Г. Успенского, Ф. В. Волховского (был оправдан) и других подсудимых. Находясь в Швейцарии, высказался за то, чтобы швейцарское правительство не выдавало Нечаева России. На этом основании его обвинили в «преступных сношениях» с революционерами, осужденными по делу нечаевцев.
После обыска в квартире 30 сентября 1872 года князя Урусова арестовали и выслали из Москвы в город Венден Лифляндской губернии под надзор полиции. В течение последующих лет он был отстранен от общественной деятельности и занимался только литературой. При условии, что он не станет заниматься адвокатской деятельностью, а поступит на государственную службу он был освобождён из ссылки. С 14 января 1875 г. занимал должность помощника секретаря в канцелярии Лифляндского генерал-губернатора, затем получил должность товарища прокурора Варшавского окружного суда (с 1876), приобретя здесь известность в качестве блестящего обвинителя на судебных процессах; в частности он вёл дело о громком убийстве профессора П. А. Гирштовта. В 1878 году при содействии А. Ф. Кони перевёлся в Санкт-Петербург на должность товарища прокурора Санкт-Петербургского окружного суда.
В 1881 году, с разрешения министра юстиции Д. Н. Набокова, с большим трудом после нескольких прошений об отставке, А. И. Урусов уволился из прокуратуры и вновь вступил в сословие присяжных поверенных при Санкт-Петербургской судебной палате. В 1889 году уехал в Москву, где продолжил свою деятельность присяжным поверенным.
Жил на Арбате в доме № 32. С 17 ноября 1899 года состоял действительным членом Общества любителей российской словесности.
Умер 16 (29) июля 1900 года от болезни почек. Ещё в марте 1899 года у него впервые проявилась ушная болезнь, не проходившая до самой смерти. Был похоронен на Пятницком кладбище.
С. А. Андреевский закончил свою речь у гроба Урусова словами:
Мы хороним сегодня первосоздателя русской уголовной защиты. Слава твоему имени, Александр Иванович! Слава Москве, подарившей тебя России!

## Личная жизнь
В 1868 году женился на 19-летней Марии-Анне Юргенс, дочери везенбергского лютеранина, служившей в доме Урусовых экономкой. Его сын (усыновлённый?) Александр (1872—1917) пошёл по стопам отца, работал в Москве присяжным поверенным, похоронен рядом с ним на Пятницком кладбище.

Часто бывал в гостях у Натальи Михайловны Андреевой, бабушки Маргариты Волошиной (урожд. Сабашниковой), которая вспоминала:
Постоянным посетителем был знаменитый адвокат князь Александр Иванович Урусов, прекрасный представитель старой дворянской культуры. Высокий, немного слишком по моде одетый — и это не очень-то гармонировало с его сединами. Позднее я часто бывала у него в доме, и он показывал мне свою обширную библиотеку, где к каждой книге прилагались рецензии, заметки, газетные вырезки и т. п. В шкафах хранились также реликвии его дружбы со знаменитыми артистками, коллекции их фотографий и писем, программы, газетные отзывы, засушенные цветы, перчатки, ленточки и т. п. Также его интимной дружбе с великой Элеонорой Дузе был здесь воздвигнут памятник. Я рассматривала у него целое собрание фотографий великой артистки с юности до её последних лет. Во все области жизни, которой он широко пользовался, он умел вносить свой стиль. Он был известен как знаток французской литературы и пропагандировал в России Флобера и Бодлера, мастерски читая их произведения. «Lisez Flaubert» — такую надпись он хотел бы видеть на своей могиле, сказал он как-то.

## Юридическая деятельность
Первое выступление состоялось в Московском окружном суде в феврале 1867 года в качестве защитника на процессе Марфы Волоховой. Впоследствии Урусов участвовал во многих уголовных и гражданских процессах в качестве как присяжного поверенного, так и обвинителя. Защищал подсудимых на политических процессах нечаевцев и на процессе 193-х.
В качестве товарища прокурора, сначала в Варшаве, потом в Петербурге, с большим успехом выступал обвинителем (дела П. А. Гирштовта, Л. А. Гулак-Артемовской, К. Н. Юханцева и др.). В качестве присяжного поверенного принял участие в ряде известнейших судебных процессов своего времени — по делу И. И. Мироновича, делу В. П. Дмитриевой и Н. Н. Каструбо-Карицкого и др. В 1891 году выступил защитником в парижском суде по делу французского литератора Леона Блуа, обвинявшегося в клевете, и одержал блестящую победу.
Одним из первых в России князь Урусов предлагал проводить судебно-психиатрическую экспертизу для подследственных и подсудимых.

## Литературная деятельность
В качестве литературного критика выступал под псевдонимом Александр Иванов. Лично знал И. С. Тургенева, переписывался с А. П. Чеховым по вопросам драматургии. Ценил поэзию французских «проклятых поэтов», в особенности Ш. Бодлера, изучал творчество Г. Флобера. Одним из первых признал и оценил талант К. Д. Бальмонта.
В 1901 году были опубликованы «Мемуары» Урусова в «Северных цветах» (альманах «Скорпиона») и «Речи кн. А. И. Урусова». В 1907 году был издан в двух томах сборник статей о театре, литературе и об искусстве, его письма и воспоминания о нём (Князь А. И. Урусов. — М., 1907).
- Князь Александр Иванович Урусов. Статьи его о театре, о литературе и об искусстве. Письма его. Воспоминания о нем. Том № 1
- Князь Александр Иванович Урусов. Статьи его о театре, о литературе и об искусстве. Письма его. Воспоминания о нем. Тома №№ 2 и 3